# 직접전단시험

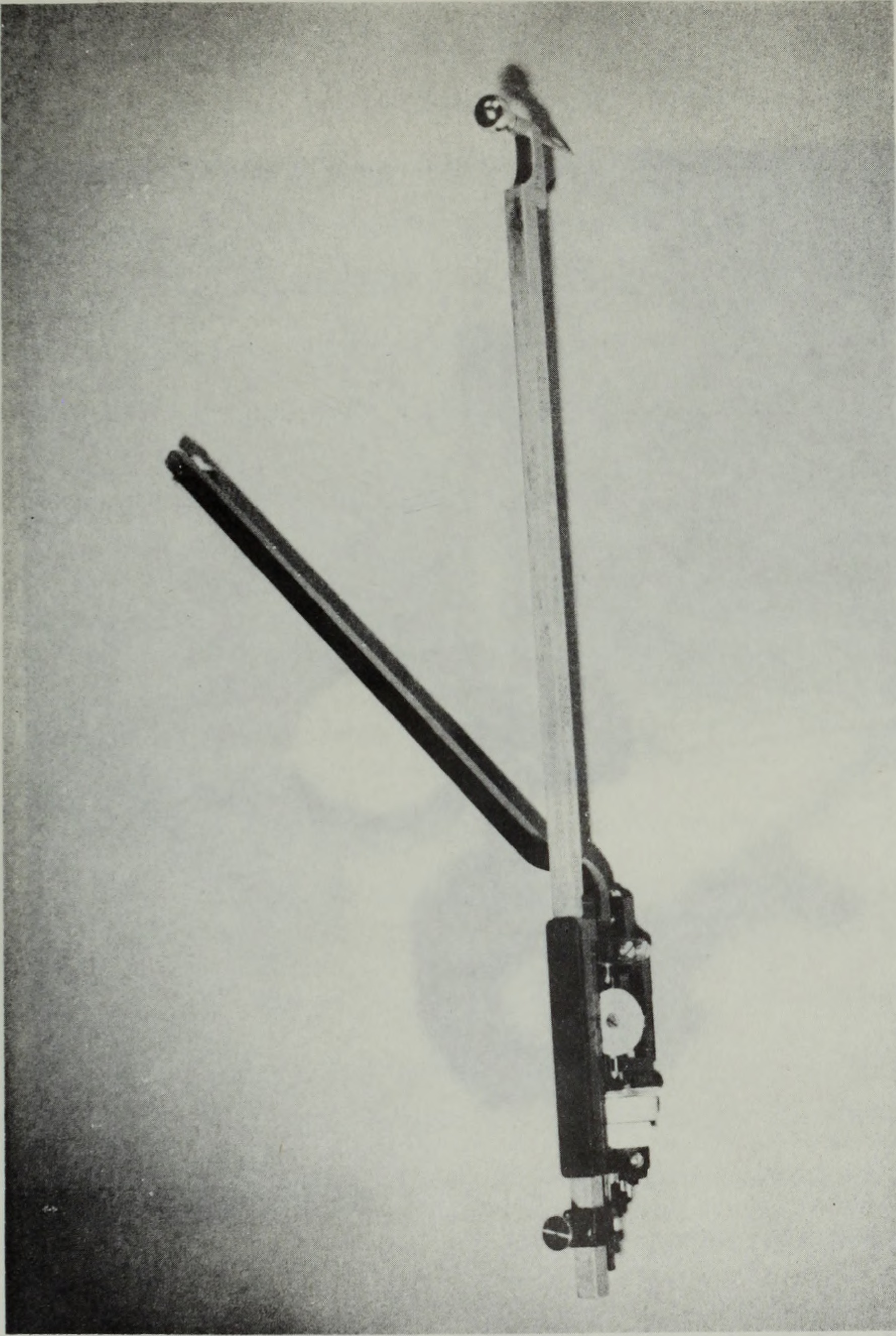
직접전단시험기. 1971년 미국

직접전단시험(Direct Shear Test)은 토질역학에서 흙 시료의 전단강도를 측정하는 실내실험이다.

## 방법
임의로 파괴면을 설정한 뒤, 파괴면에 일정한 수직응력(σn1)을 가하면서 전단응력을 계속 증가시킨다. 전단파괴가 발생했을 때의 전단응력을 전단강도(τf)로 결정하면 된다. 한번 끝나면 또다른 수직응력(σn2)을 가하면서 여러 번 시험을 반복한다.(최소 3 - 4번)

## 이용
점토보다 사질토에 대한 전단시험으로 사용된다.

## 장단점
간편하게 시험을 할 수 있다, 흙과 다른 재료 사이의 강도정수를 구할 수 있다는 장점이 있다. 단점으로는 첫째, 실제 파괴면과 다르게 임의로 파괴면을 설정하기 때문에 흙의 실제 거동과 다른 결과를 보인다는 것, 둘째 수침실험을 하는 경우 배수조건을 통제하기 어렵다는 점이 있다.

## 같이 보기
- 지반 조사
- 삼축압축시험

## 참고 문헌
- 이인모 (2013). 《토질역학의 원리》 2판. 씨아이알. ISBN 9791156100096.